# Massif de Cuao-Sipapo
Pour les articles homonymes, voir Cuao et Sipapo.
Le massif de Cuao-Sipapo (Macizo de Cuao-Sipapo, en espagnol) est un massif montagneux du bouclier guyanais situé au centre de l'État d'Amazonas au Venezuela. Il culmine au cerro Sipapo à 2 111 mètres d'altitude et compte parmi ses plus hauts sommets le cerro Cuao (2 000 m), le cerro Ovana (1 978 m), le cerro Aracapo (1 248 m), le cerro Caño Sangre (1 005 m) et le cerro Pendare (716 m).

## Hydrographie
De nombreux cours d'eau prennent leur source dans le massif, tels que les ríos Aracupo, Autana, Chico, Cuao, Guapachí, Guayapo, Huasuca, Lapa, Marieta, Negro, Piedra, Mosquito, Sipapo et Yalma.